# Carmen Sandiego (Zeichentrickserie)
Carmen Sandiego ist eine US-amerikanische Zeichentrickserie, die am 18. Januar 2019 auf dem Streamingdienst Netflix ihre Premiere feierte. Sie basiert auf den gleichnamigen Lernsoftware-Computerspielen des Entwicklers Brøderbund.
Die Serie stellt die Vorgeschichte der gleichnamigen Titelfigur dar, sie ist nach den beiden Spielshows Jagd um die Welt – schnappt Carmen Sandiego und Where in Time Is Carmen Sandiego? sowie der Zeichentrickserie Wo steckt Carmen Sandiego? die vierte Adaption der Spielereihe. Sie wird von dem amerikanischen Bildungsverlag Houghton Mifflin Harcourt mitproduziert.
Die Zielgruppen der Serie sind laut Netflix sowohl sechs- bis elfjährige Kinder als auch Erwachsene, die mit den Originalserien aufgewachsen sind.
Am 15. Februar 2019 verlängerte Netflix die Serie um eine zweite Staffel, die seit dem 1. Oktober desselben Jahres abrufbar ist.
Am 10. März 2020 wurde eine eigenständige, interaktive Episode mit dem Titel Carmen Sandiego: Stehlen oder nicht stehlen? (Originaltitel Carmen Sandiego: To Steal or Not to Steal?) veröffentlicht. Bei dieser müssen die Nutzer die Hauptfiguren Ivy und Zack aus den Fängen der Antagonisten der Verbrecher-Organisation V.I.L.E. befreien. Der Verlauf der Handlung richtet sich dabei nach den Entscheidungen der Spieler. Die Spielzeit beträgt ungefähr 30 Minuten.
Am 24. April 2020 verkündete das Produktionsteam, dass eine dritte Staffel bestellt wurde, die am 1. Oktober ihre Premiere feierte. Netflix verlängerte die Serie am Tag darauf um eine vierte und letzte Staffel, die seit dem 15. Januar 2021 auf der Plattform verfügbar ist.

## Handlung
Carmen Sandiego ist eine Meisterdiebin und Mitglied der geheimen Organisation Internationale Liga der Verbrecher (im englischen Original Villain’s International Leage of Evil, kurz V.I.L.E.), bei der sie als Waise auch aufwuchs. Als Carmen eines Tages merkt, dass ihr Arbeitgeber vor Gewalt keineswegs zurückschreckt, wechselt sie die Seiten und entwendet von nun an die unrechtmäßig erworbenen Geldmittel der Liga, um sie an die Opfer zurückzugeben. Unterstützung erhält sie dabei von Player, einem Hacker, und den Geschwistern Ivy und Zack aus Boston. Das Geschwisterpaar half Carmen dabei, einen Donutladen auszurauben, der eigentlich nur als Deckmantel für Operationen der Liga diente. Sie wird während ihrer Tätigkeit von den Interpol-Agenten Chase Devineaux aus Frankreich und Julia Argent aus Großbritannien verfolgt, da sie von der Existenz von V.I.L.E. nichts wissen und Carmen für eine Verbrecherin halten. Die beiden werden schließlich von der Agency to Classify & Monitor Evildoers (kurz A.C.M.E.) rekrutiert, die Carmen ebenfalls beobachtet.
Zu Carmens Haupt-Gegenspielern zählen ihre ehemaligen Ausbilder auf der Akademie. Dazu gehören Professor Maelstrom, der psychologische Manipulation unterrichtet; Shadowsan, ebenfalls ein Dieb und Meister im Umgang mit Schwertern; Coach Brunt, die für Carmen als Ersatzmutter fungierte und sie Kampftechniken lehrte; Dr. Saira Bellum, eine sehr begabte Erfinderin und Technologie-Lehrerin sowie Countess Cleo, die den Schülern Kultur und gute Manieren näher bringt.
Carmens weitere Feinde sind ihre ehemaligen Kollegen, also die Agenten von V.I.L.E. Dies sind hauptsächlich Gray, Sheena, Antonio und Jean Paul, die die Decknamen Crackle, Tigress, El Topo und Le Chevre tragen; und Paper Star, die Origami-Figuren als Waffen einsetzt und psychopathische Züge zu haben scheint.

## Produktion
Am 14. April 2017 wurde in einem Artikel der Website The Tracking Board, die Insider-Informationen über Hollywood-Produktionen veröffentlicht, behauptet, dass bei Netflix eine Zeichentrickserie über Carmen Sandiego produziert und Gina Rodriguez die Titelfigur sprechen werde. Die Serie solle ähnlich der vorherigen Adaptionen sowohl unterhalten als auch lehrreich sein. Rodriguez bestätigte die Echtheit dieser Informationen am darauffolgenden Tag über ihren Twitter-Account. Einige Tage später verkündete Netflix, eine animierte Carmen-Sandiego-Serie mit 20 Episoden bestellt zu haben.
Showrunner der Serie ist Duane Capizzi, der die Zeichentrickserien Transformers: Prime und The Batman miterschuf. Als Produktionsunternehmen fungieren HMH Productions und DHX Media. HMH Productions gehört zu dem Verlag Houghton Mifflin Harcourt, der 2002 die Rechte an dem Franchise erwarb, DHX Media besitzt die Rechte an der ersten Zeichentrickadaption Wo steckt Carmen Sandiego? der mittlerweile nicht mehr existierenden Filmproduktionsgesellschaft DiC Entertainment.
Im März 2018 kündigte Netflix an, einen Realfilm über Carmen Sandiego zu produzieren, in diesem wird die Figur ebenfalls von Gina Rodriguez verkörpert werden.

## Besetzung
Die Synchronisation der Serie wurde bei der TV+Synchron nach Dialogbüchern von Marina Lemme unter der Dialogregie von Jeffrey Wipprecht erstellt.
Rita Moreno, die die V.I.L.E.-Buchhalterin Cookie Booker spricht, lieh Carmen Sandiego in der ersten Zeichentrick-Adaption Wo steckt Carmen Sandiego ihre Stimme.
| Rolle                            | Englischer Sprecher    | Deutscher Sprecher                                      |
| -------------------------------- | ---------------------- | ------------------------------------------------------- |
| Carmen Sandiego / Black Sheep    | Gina Rodriguez         | Laurine Betz                                            |
| Player Bouchard                  | Finn Wolfhard          | Sebastian Fitzner                                       |
| Zack                             | Michael Hawley         | Oliver Bender                                           |
| Ivy                              | Abby Trott             | Melinda Rachfahl                                        |
| Shadowsan / Suhara               | Paul Nakauchi          | Matthias Klages                                         |
| Chief / Tamara Frasier           | Dawnn Lewis            | Denise Gorzelanny                                       |
| Chase Devineaux                  | Rafael Petardi         | Tim Moeseritz                                           |
| Julia Argent                     | Charlet Chung          | Marieke Oeffinger                                       |
| Zari                             | Sharon Muthu           | Antje Thiele (Staffel 1–2) Marion Musiol (Staffel 3–4)  |
| Professor Gunnar Maelstrom       | Liam O’Brien           | Erich Räuker                                            |
| Coach Brunt                      | Mary Elizabeth McGlynn | Sabine Walkenbach                                       |
| Countess Cleo                    | Toks Olagundoye        | Alice Bauer                                             |
| Dr. Saira Bellum                 | Sharon Muthu           | Nicole Hannak                                           |
| Roundabout / Nigel Braithwaite   | Trevor Devall          | Peter Sura                                              |
| Tigress / Sheena                 | Kari Wahlgren          | Nora Kunzendorf                                         |
| El Topo / Antonio                | Andrew Pifko           | Steven Merting                                          |
| Le Chevre / Jean Paul            | Bernardo De Paula      | Jaron Löwenberg                                         |
| Paper Star                       | Kimiko Glenn           | Peggy Pollow                                            |
| Boris                            | Liam O’Brien           | Andreas Conrad                                          |
| Vlad                             | Liam O’Brien           | Stefan Bräuler                                          |
| Cookie Booker                    | Rita Moreno            | Nina Herting                                            |
| Dash Haber                       | Troy Baker             | Arne Stephan                                            |
| Lady Dokuso                      | Sumalee Montano        | Sabine Arnhold (Staffel 2) Daniela Hoffmann (Staffel 4) |
| Neal the Eel                     | Rhys Darby             | Alexander Doering                                       |
| Spin Kick                        | Dante Basco            | Constantin von Jascheroff                               |
| Fliegenfalle                     | Sarah-Nicole Robles    | Josephine Schmidt                                       |
| Der Troll                        | Osric Chau             | Jeffrey Wipprecht                                       |
| Graham Calloway / Gray / Crackle | Michael Goldsmith      | Dirk Stollberg                                          |

## Episodenliste

### Staffel 1
| Nr. (ges.) | Nr. (St.) | Deutscher Titel                            | Originaltitel                     | Regie                     | Drehbuch      |
| --- | --------- | ------------------------------------------ | --------------------------------- | ------------------------- | ------------- |
| 1 | 1         | Die Entstehung von Carmen Sandiego: Teil 1 | Becoming Carmen Sandiego (Part 1) | Jos Humphrey & Kenny Park | Duane Capizzi |
| Carmen Sandiego raubt das Anwesen von Countess Cleo, einer Professorin der Internationale Liga der Verbrecher, kurz V.I.L.E., in Poitiers aus. Sie wird von den beiden Interpol-Agenten Chase Devineaux und Julia Argent gesehen und flieht. In einem Zug trifft sie auf Graham, genannt Crackle, einem ehemaligen Kollegen der Liga. Während sie miteinander kämpfen, wird Carmens Vergangenheit näher beleuchtet: Sie wächst als Waise auf V.I.L.E. Island auf und schreibt sich, als sie alt genug ist, in die Akademie V.I.L.E., die eine Schule für angehende Verbrecher ist, ein. Sie erhält den Decknamen Black Sheep und schließt schnell Freundschaften, wird aber aufgrund ihres Talents auch beneidet. Als sie einem Angestellten das Mobiltelefon entwendet, nimmt sie einen Anruf von Player entgegen, der sich in das Netzwerk der Liga gehackt hat. Sie freunden sich an, Carmen hält diese Verbindung aber geheim. Bei ihrer Abschlussprüfung besteht sie den Test von Professor Shadowsan nicht und erhält deswegen keinen Abschluss. |           |                                            |                                   |                           |               |
| 2 | 2         | Die Entstehung von Carmen Sandiego: Teil 2 | Becoming Carmen Sandiego (Part 2) | Jos Humphrey & Kenny Park | Duane Capizzi |
| Obwohl sie ihre Abschlussprüfung nicht bestanden hat, folgt Carmen den Absolventen heimlich auf eine Ausgrabungsstätte. Dort lernt sie den Leiter der Arbeiten kennen und ist von der Geschichte und Kultur des Ortes fasziniert. Bald darauf wird das Lager von den Agenten angegriffen, Carmen gelingt es, alle Arbeiter in Sicherheit zu bringen. Sie wird von ihren Kollegen nach V.I.L.E. Island zurückgebracht und beschließt, die Organisation zu zerstören. Sie ruft Player an, mit dessen Hilfe sie das Festplattenlaufwerk entwendet, auf denen sich eine Liste mit den Finanzquellen der Liga befindet. In der Gegenwart besiegt sie Crackle im Kampf und entkommt unbemerkt. Chase nimmt ihn in Gewahrsam, während Julia in Countess Cleos Villa einen wertvollen Diamanten aus einem vorangegangenen Raub findet. Es stellt sich heraus, dass Carmen keine Wertsachen, sondern eine Matrjoschka mitgenommen hat, die ihr als Kind gehörte. |           |                                            |                                   |                           |               |
| 3 | 3         | Operation: Klebereis                       | The Sticky Rice Caper             | Kenny Park                | May Chan      |
| Carmen kann auf die Seine flüchten und wird dort von zwei unbekannten Agenten bedrängt. Dank der Unterstützung von Player und ihren Verbündeten Ivy und Zack kann sie entkommen und wartet auf Anweisungen des Hackers. Player teilt ihr mit, dass V.I.L.E. in einem Geheimlabor auf Java eine Biologische Waffe entwickelt, um die dortige Reisernte zu zerstören und eigenen Reis teuer verkaufen zu können. Während Carmen, Ivy und Zack sich auf den Weg nach Indonesien machen, wird Crackle, bevor er von Chase befragt werden kann, von den Agenten Boris und Vlad befreit, die seine Erinnerung an den Kampf mit Carmen löschen. In Indonesien trifft diese auf Tigress, eine weitere V.I.L.E.-Agentin, die die Biowaffe in Feuerwerkskörpern versteckt, sie wird aber von Carmen und ihren Freunden aufgehalten. Am Ende der Folge schließt die Wissenschaftlerin Dr. Saira Bellum ein Gerät an Crackles Kopf an, und die unbekannten Agenten erhalten einen Anruf von ihrer Vorgesetzten, dass es Zeit für „Plan B“ sei. |           |                                            |                                   |                           |               |
| 4 | 4         | Operation: Goldthunfisch                   | The Fishy Doubloon Caper          | Jos Humphrey              | Becky Tinker  |
| Als Carmen in Ecuador in der Nähe eines Schiffswracks einen Schatz findet, wird sie von ihrem ehemaligen Klassenkameraden El Topo in einen Unterwasserkampf verwickelt, während Le Chevre, ein weiterer Agent, Ivy und Zack angreift. Am Festland angekommen lassen El Topo und Le Chevre von den dreien ab, da sie einen Thunfisch verfolgen, der eine Münze aus der Schatztruhe verschluckt hat. Carmen lernt Dr. Pilar Marquez kennen, die ihr erzählt, dass die betreffende Münze aus dem Jahr 1830 stammt und somit von großem ideellem Wert ist. Auf einem Fischmarkt in Quito verliert Carmen aufgrund der Höhenkrankheit das Bewusstsein, wird aber von Dr. Marquez gefunden und behandelt. In der Zwischenzeit erwerben Ivy und Zack den richtigen Fisch und somit auch die Münze, werden jedoch abermals von El Topo und Le Chevre angegriffen. Während des Kampfes gelingt es Carmen, die Münze unbemerkt an sich zu nehmen. Sie gibt sie Dr. Marquez und macht sich mit ihren Verbündeten auf den Weg zu ihrem nächsten Ziel, dem Rijksmuseum in Amsterdam. In der Zwischenzeit wird Chase von zwei Agenten der Organisation Agency to Classify & Monitor Evildoers, kurz A.C.M.E., entführt und rekrutiert. Als Julia die Entführung beobachtet, wird sie kurzerhand ebenfalls angeworben. |           |                                            |                                   |                           |               |
| 5 | 5         | Operation: Herzog von Vermeer              | The Duke of Vermeer Caper         | Kenny Park                | Greg Ernstrom |
| In Amsterdam nimmt Carmen den Decknamen „Herzogin“ an, um Cleo aufzuhalten, die dafür verantwortlich ist, dass wertvolle Gemälde durch täuschend echt aussehende Fälschungen ersetzt wurden und in der Stadt eine elitäre Feier abhält. Deshalb entwendet Carmen Briefleserin in Blau, das auf Cleos Liste steht, und vereinbart mit ihr ein Treffen im Hotel. Währenddessen warten Ivy und Zack dort auf ihre Freundin, als Zack die Tür für den vermeintlichen Zimmerservice öffnet, steht vor dieser allerdings Dash Haber, der Assistent von Cleo. Deshalb gibt sich Zack als Herzog aus und muss sich innerhalb von einem Tag glaubhaft in einen Aristokraten verwandeln. Währenddessen suchen Chase und Julia nach der „Herzogin“, da sie nicht wissen, dass sich Carmen hinter diesem Namen befindet. Während Zack Cleo auf dem Treffen in ein Gespräch verwickelt, tauscht Carmen die Gemälde durch leere Leinwände aus, wofür sie länger braucht als gedacht. Zudem droht Zacks Tarnung aufzufliegen, da er Kaviar mit der Begründung ablehnt, er möge keinen Fisch. Als Chase, der Carmen gefolgt war, unverhofft auftaucht und die Anwesenden vor ihr warnt, verschafft ihr dies die benötigte Zeit, um die Gemälde an sich zu nehmen. Devineau erwischt vermeintlich Carmen, allerdings ist dies Ivy, die sich als Touristin mit rotem Mantel ausgibt, wodurch Carmen und Zack unbemerkt flüchten können. Am nächsten Tag ist das Anwesen, in dem die Feier abgehalten wurde, zerstört, und alle entwendeten Vermeer-Bilder befinden sich wieder im Besitz der Museen. |           |                                            |                                   |                           |               |
| 6 | 6         | Operation: Wildes Outback                  | The Opera in the Outback Caper    | Jos Humphrey              | Becky Tinker  |
| Carmen hält sich in Sydney auf und besucht die Oper, um sich die Aufführung, die ihren Namen trägt, anzusehen. Crackle befindet sich ebenfalls dort, erkennt sie aber nicht und stellt sich ihr gegenüber als Graham vor. Ein weiterer Gast in der Oper ist Le Chevre, der unbemerkt ein kleines Gerät an ihrem Mantel anbringt. Anhand der Daten aus Carmens In-Ear-Monitor findet Player heraus, dass Jeanine Dennam, eine Raketenwissenschaftlerin, die sich ebenfalls die Aufführung angesehen hat, von Bellum hypnotisiert wurde. Als Carmen die Oper verlässt, bittet Graham sie um eine Verabredung, was sie annimmt. Am nächsten Tag fahren Carmen, Ivy und Zack mit ihrem Reiseführer Miro, einem Aborigine, zum Uluru, als sie einen Anruf von Player erhalten, der ihnen V.I.L.E.s Plan mitteilt: Eine defekte Rakete soll im Outback gestartet werden, damit die Trümmer den heiligen Berg der Aborigines „Uluru“ entweihen. Der Skandal würde die Raketenfirma ruinieren, und die Liga somit Aufträge von der Regierung übernehmen. Die drei machen sich auf den Weg zu der Abschussbasis, um den Raketenstart zu verhindern. Le Chevre und El Topo befinden sich bereits in der Basis, zweiterer hackt sich in die Sprechanlage ein und spielt die Arie Habanera ab, die das Hypnosegerät auslöst, dass Le Chevre an Carmens Mantel angebracht hatte, woraufhin sie den Abschuss einleitet. Ivy und Zack können die hypnotisierte Dennam, El Topo und Le Chevre aufhalten, wodurch sich Carmens Zustand wieder normalisiert und sie den Start noch rechtzeitig vereiteln kann. Später wartet sie in einem Café auf Graham, kommt aber zu dem Schluss, dass er ohne sie ein sichereres und glücklicheres Leben führen kann und geht, bevor er ankommt. |           |                                            |                                   |                           |               |
| 7 | 7         | Operation: Schnitzeljagd                   | The Chasing Paper Caper           | Kenny Park                | Greg Ernstrom |
| Professor Gunnar Maelstrom plant, die Magna Carta aus einem Museum in Mumbai stehlen zu lassen, und beauftragt hiermit Paper Star. Shadowsan protestiert dagegen, da er Paper Star für unberechenbar befindet, kann seine Bedenken aber nicht durchsetzen. In Mumbai trifft Carmen auf Paper Star, verliert einen heftigen Kampf gegen sie und kann den Diebstahl der Magna Carta nicht verhindern. Player hackt eine Überwachungskamera und findet heraus, dass Paper Star sich im selben Zug wie Chase und Julia befindet. Carmen betritt den Zug, fesselt Chase mit seinen Handschellen an einen Sitz und entwendet seine A.C.M.E.-Karte. Sie unterhält sich kurz mit Julia, die erst merkt, wen sie vor sich hat, als Carmen bereits weggegangen ist und daraufhin nach Chase sucht. Es kommt erneut zum Kampf zwischen Carmen und Paper Star, den erstere für sich entscheiden kann, als sie auf dem Waggon-Dach stehen und der Wind Paper Stars Papier-Shuriken wegweht. Anschließend platziert Carmen die Magna Carta so, dass Julia sie schnell findet. Als sie Player bittet, Chases A.C.M.E.-Karte zu hacken, stellt sie fest, dass Paper Star diese an sich genommen hat. |           |                                            |                                   |                           |               |
| 8 | 8         | Operation: Glückskatze                     | The Lucky Cat Caper               | Jos Humphrey              | May Chan      |
| In San Francisco ersteigert Carmen für Zack bei einer Auktion ein Auto, eine Requisite aus seiner Lieblings-Filmreihe. Anschließend erfährt sie, dass der V.I.L.E.-Agent Mime Bomb, ein Pantomime, eine Briefmarke im Wert von 10 Millionen Dollar gestohlen hat, und folgt ihm nach Chinatown. Shadowsan sendet Tigress in die Stadt, um von Mime Bomb die Briefmarke zu übernehmen, allerdings befürchtet Coach Brunt, dass etwas Unvorhergesehenes passieren könnte, und schickt Boris und Vlad als Verstärkung. Als Mime Bob Carmen entdeckt, versteckt er die Briefmarke in Agent Chases Mantel, als er von diesem befragt wird. Etwas später entwendet Tigress die Marke, weswegen sie auf dem Weg zu einem Treffen mit Boris und Vlad sowohl von Carmen als auch von Chase verfolgt wird. Auf der Golden Gate Bridge stürzt Chase mit seinem Wagen ins Wasser, bleibt aber unverletzt, während Carmen sowohl die Briefmarke als auch Tigress’ Mobiltelefon an sich nimmt, damit bei V.I.L.E. anruft und mit ihrem Erfolg angibt. Brunt verspottet Shadowsan für seine Entscheidung, Tigress loszuschicken, als Bellum verkündet, dass sie die A.C.M.E.-Karte entschlüsseln konnte und den Namen des Besitzers, Chase Devineaux, herausgefunden hat. |           |                                            |                                   |                           |               |
| 9 | 9         | Operation: Französischer Köder             | The French Connection Caper       | Kenny Park                | Duane Capizzi |
| Die V.I.L.E.-Führung kommt bei ihren Recherchen über Chase zu dem Schluss, dass dieser mit Carmen zusammenarbeiten muss, da er immer, wenn sie die Pläne der Organisation durchkreuzt hat, ebenfalls in der Nähe war. Deshalb will Shadowsan ihn befragen, Brunt setzt durch, dass sie ihn begleiten darf. Chase wird inzwischen in Poitiers von seiner A.C.M.E.-Vorgesetzten, die nur Chief genannt wird, beschimpft, da er Eigentum der Organisation zerstört hat, allerdings lobt sie Julia für die Wiederbeschaffung der Magna Carta. Nach dem Treffen streitet sie sich mit Chase, da sie Carmen als eine Art „stille Partnerin“ bezeichnet, während er Carmen für eine „noble Kriminelle“ hält, da sie, was sie stiehlt, wieder zurückgibt. Bei sich zuhause wird Chase von Boris und Vlad entführt. Carmen findet ihn anhand einer Botschaft im Deep Web in Poitiers, als Shadowsan und Brunt gerade eine „Gehirn-Probe“ von ihm nehmen. Ivy und Zack lenken die beiden ab, während Carmen Chase rettet, der mit einem in einem Stift befindlichen Telefon Chief anruft, die Verstärkung nach Poitiers schickt, weswegen Carmen zusammen mit dem bewusstlosen Chase das Gebäude verlassen will. Allerdings erscheint kurz darauf Brunt, die Carmen in einen brutalen Nahkampf verwickelt. Als sie Carmen anbietet, wieder zu V.I.L.E. zurückzukehren, lehnt diese ab. Deswegen fängt Brunt widerwillig an, Carmen langsam mit einer Umarmung zu erdrücken. Shadowsan kehrt kurz darauf zurück, betäubt sie mit einem speziellen Handgriff und bringt Carmen in Sicherheit. Er erklärt ihr, dass er sie vor zwanzig Jahren als verwaistes Baby in Argentinien fand und sie damals absichtlich durchfallen ließ, da er wusste, dass sie niemals Böses tun würde. Eigentlich wollte er zusammen mit ihr die Liga verlassen, als dies scheiterte, hat er sie seitdem vor deren Agenten beschützt. Bevor er geht, gibt er Carmen ein Laufwerk mit weiteren Finanzquellen seiner Organisation. In der Zwischenzeit teilt Julia Chief mit, dass Chases Zustand ungeklärt ist, solange nicht Tests durchgeführt werden. Chief glaubt, dass Carmen Chases Karte entwendet hat, um ihn in eine Falle zu locken, und erklärt sie zur offiziellen Bedrohung. |           |                                            |                                   |                           |               |
| Am 18. Januar 2019 wurden alle Folgen der Staffel gleichzeitig bei Netflix veröffentlicht. |           |                                            |                                   |                           |               |

### Staffel 2
| Nr. (ges.) | Nr. (St.) | Deutscher Titel                              | Originaltitel                       | Regie                  | Drehbuch          |
| --- | --------- | -------------------------------------------- | ----------------------------------- | ---------------------- | ----------------- |
| 10 | 1         | Operation: Die heißen Steine von Rio, Teil 1 | The Hot Rocks of Rio Caper (Part 1) | Jos Humphrey           | Becky Tinker      |
| Die Folge setzt eine Woche nach dem Ende der ersten Staffel ein. Da Carmen ihre Begegnung mit Shadowsan immer noch beschäftigt, kann sie sich auf einer Mission in Prag nicht konzentrieren und stellt sich deswegen ungeschickt an. Ihr gelingt es dennoch, eine Information zu einer neuen V.I.L.E.-Finanzquelle zu finden: Einer brasilianischen Mine mit ungeschliffenen Chrysoberyll-Diamanten. Sie findet heraus, dass V.I.L.E. die Edelsteine während des Karneval in Rio de Janeiro aus dem Land schmuggeln und in die tschechische Hauptstadt bringen will. Währenddessen beraten Brunt, die vor der Polizei fliehen konnte, und die restlichen Rats-Mitglieder, was mit Shadowsan geschehen soll, der verschwunden ist. Kurz darauf wacht Chase aus seiner Bewusstlosigkeit auf und beschreibt Brunt und Shadowsan gegenüber Chief, die ihn aufgrund seiner Leichtsinnigkeit permanent aus dem A.C.M.E.-Dienst entfernt. Deswegen kehrt Chase zu Interpol zurück, wo er eine monotone Schreibtischarbeit erhält. Julia erhält eine neue Partnerin namens Zari, mit der sie sich nach Rio begibt, da sich Carmen nach ihren Informationen dort aufhält. In Brasilien erhalten Ivy und Zack Hinweise von einem Diamanten-Händler und treffen auf Le Chevre, der bei ihrem Anblick kurzerhand flüchtet. Carmen, die immer noch nicht ganz bei sich ist, wird von einer einheimischen Familie zum Abendessen eingeladen. In ihrem Haus erzählen sie ihr von einem Gebäude, das wahrscheinlich ein V.I.L.E.-Unterschlupf ist. Dort steigt Carmen in einen versteckten Tunnel, wo sie sogleich die Mine findet. Allerdings wird sie kurz darauf von Le Chevre, El Topo und Tigress gefangen genommen. Shadowsan tritt aus dem Schatten hervor und gratuliert ihnen.                                                                                           |           |                                              |                                     |                        |                   |
| 11 | 2         | Operation: Die heißen Steine von Rio, Teil 2 | The Hot Rocks of Rio Caper (Part 2) | Kenny Park             | Greg Ernstrom     |
| Shadowsan erklärt seinen V.I.L.E.-Kollegen ausführlich, dass er verschwunden war, um Carmen aufzuspüren, ihr Vertrauen zu gewinnen und sie so wieder zurückzubringen. Allerdings benutzt er während seiner Schilderungen ein Code-Wort, um Carmen erkennen zu lassen, dass er immer noch auf ihrer Seite ist. Als Le Chevre eine Unstimmigkeit in Shadowsans Erklärung anmerkt, lässt letzterer ihn festhalten und geht mit Carmen weg. Tigress informiert V.I.L.E. über Shadowsans Aufenthaltsort, wodurch seine Kollegen nun wissen, dass er sie verraten hat, sie wollen deswegen das Ausmaß seiner Infiltration ermitteln. Unterdessen arbeitet Shadowsan nun mit Carmen und ihren Freunden zusammen, während Julia und Zari sie verfolgen. Auf dem Karneval findet Carmen heraus, dass V.I.L.E. ein DUKW benutzen will, um die Edelsteine aus Rio nach Prag zu bringen. Sie und Shadowsan finden einen verlassenen, schwimmfähigen Umzugswagen, der wie ein Drache aussieht, und fangen das DUKW ab. Ihnen gelingt es, die Edelsteine an sich zu nehmen, danach tarnen sie ihren Wagen als übergroße Ente. Carmen will mithilfe ihrer Wohltätigkeitsorganisation Black Sheep Inc. der ärmlichen Wohnsiedlung in Rio, in der sie zu Abend gegessen hat, finanziell helfen, indem sie die Diamanten in Geld umtauschen lässt. Shadowsan fragt sich, was er nun tun soll, da seine Tarnung aufgeflogen ist, worauf Carmen ihm anbietet, sie bei ihren Missionen zu unterstützen. Julia und Zari finden die beiden, verlieren sie aber wieder in der Karnevals-Menge. Allerdings gelingt es ihnen, ein Bild von ihnen zu machen, da Shadowsan darauf identifiziert wird, glaubt Chief nun endgültig, dass Carmen mit V.I.L.E. kooperiert. |           |                                              |                                     |                        |                   |
| 12 | 3         | Operation: Daisho                            | The Daisho Caper                    | Kenny Park             | Greg Ernstrom     |
| Als Carmen nach ihrer Mission aufwacht, befindet sie sich ohne Shadowsan in Matsumoto. In der Burg stellt sich heraus, dass Shadowsans Katana Teil eines Daishō ist und er sein Schwert somit gestohlen hat. Als sie sich mit ihm trifft, äußert er, das Schwert zurückgeben zu wollen, das er einst bei seinem ersten Einbruch entwendet hat. Kurz darauf trifft Carmen auf Paper Star, die sie ablenkt, während Lady Dokuso, eine V.I.L.E.-Veteranin, die andere Hälfte, ein Tantō, aus der Burg stiehlt. Dokuso gibt ihren Erfolg bekannt und bietet sich als Nachfolgerin von Shadowsan an. Währenddessen erfährt Carmen vom Burgverwalter Hideo, dass Shadowsan eigentlich Suhara heißt und sein jüngerer Bruder ist. Hideo war mit seinem Leben zufrieden, allerdings wollte Suhara nicht weiterhin in Armut leben, weswegen er beschloss, Dieb zu werden. Er stahl das Katana, Hideo konnte das Tantō in Sicherheit bringen. Suhara bereut seit jeher seine Tat, weswegen er seinem Bruder das Katana zurückgeben möchte. Carmen und ihr Team machen sich deswegen auf den Weg zu einem V.I.L.E.-Versteck, nachdem Ivy die Wachen ausschaltet, kämpft Suhara mit Dokuso, während Carmen Paper Star bedrängt und ihr das Tantō abnehmen kann. Dokuso will Suharas Waffe, seine Essstäbchen, vergiften, allerdings eilt ihm Carmen zur Hilfe, weswegen Dokuso fliehen muss. Sie gehen wieder zurück zur Burg, wo Suhara das Daishō zurückgibt und seinen Bruder um Vergebung bittet, was dieser ablehnt. Ernüchtert schließt sich Suhara, der sich wieder Shadowsan nennt, Carmens Team an, da er sich in Japan nicht mehr zu Hause fühlt. |           |                                              |                                     |                        |                   |
| 13 | 4         | Operation: Fashionista                       | The Fashionista Caper               | Jos Humphrey           | Becky Tinker      |
| Shadowsan versucht, Dash Haber beim Diebstahl von Smart Clothes in Griechenland aufzuhalten, scheitert aber. Er findet heraus, dass Cleo und Bellum gemeinsam eine Mission durchführen, die von jemandem geplant wurde, der seinen Platz im V.I.L.E.-Rat einnehmen will. Players Recherchen führen das Team nach Mailand. Es stellt sich heraus, dass Cookie Booker die Mission geplant hat, um die Schulden von V.I.L.E., die durch Carmens Erfolge entstanden sind, zu begleichen und so Shadowsans Platz im Rat einzunehmen. Carmens Nachforschungen ergeben, dass Haber die Fasern der Smart clothes in Moden-Kleider vernäht, um so die Gedanken von Models kontrollieren zu können. Er will sie dazu bringen, Medici-Kleidung aus dem 14. Jahrhundert zu entwenden. Carmen entkommt zunächst den A.C.M.E.-Agenten, die sie verfolgen, bringt aber kurze Zeit später Julia dazu, ihr bei der Beschaffung der manipulierten Kleider und im Kampf gegen die betroffenen Models zu helfen. In der Zwischenzeit entwendet Shadowsan von Haber manipulierte Hüte, die er später gemeinsam mit Carmen zerstört. Danach geht sie mit ihm in ein Bekleidungsgeschäft, damit er seine Wafuku gegen unauffälligere Kleidung tauscht, während Player nach einem Hauptquartier für das Team sucht. Da ihr Plan gescheitert ist, erhält Cookie nicht den vakanten Platz im Rat, V.I.L.E. sucht stattdessen nach neuen Bewerbern. |           |                                              |                                     |                        |                   |
| 14 | 5         | Operation: Boston Tea Party                  | The Boston Tea Party Caper          | Kenny Park             | Becky Tinker      |
| Während sie nach einem Hauptquartier suchen, erzählen Carmen, Ivy und Zack Shadowsan von ihrer ersten Mission, die mit einem Donut-Laden zu tun hatte: Im Jahr zuvor nahmen Ivy und Zack an einem Autorennen teil, um mit dem Preisgeld Boston verlassen zu können. Allerdings verlor Zack gegen den wohlhabenden Rennfahrer Trey Sterling, weswegen sich die Geschwister an den Gangster Shark Head Eddie wandten. Dieser gab ihnen den Auftrag, einen Donut-Laden auszurauben. Dort trafen sie zum ersten Mal auf Carmen, da der Laden eigentlich nur ein Deckmantel von V.I.L.E. war. Die Organisation druckte im Laden Falschgeld, mit dem sie städtische Grundstücke in bestem Zustand erwerben wollte, um so ihren Einfluss und Vermögen zu steigern. Eigentlich wollte Carmen allein arbeiten, allerdings halfen ihr Ivy und Zack dabei, die Gelddruckmaschinen zu zerstören. Da sie sowie nicht mehr in Boston leben wollten und darüber hinaus Angst vor Shark Head Eddie hatten, beschlossen die beiden, Carmen auf ihren Reisen zu begleiten. Nach ihrer Erzählung zeigt sich Shadowsan beeindruckt und bemerkt, dass V.I.L.E. nicht ahnen konnte, wie sehr ihnen Carmen schaden wird. Kurz darauf enthält das Team einen Anruf von Player und erfährt, dass V.I.L.E. plant, das weltweit schnellste Elektroauto aus Dubai zu stehlen. |           |                                              |                                     |                        |                   |
| 15 | 6         | Operation: Geschwindigkeitsrausch            | The Need For Speed Caper            | Jos Humphrey           | Greg Ernstrom     |
| Die Mechanikerin, ein V.I.L.E.-Mitglied, macht sich von London aus auf den Weg, um das Fahrzeug in Dubai zu entwenden. Sie will die Technologie des Autos dafür nutzen, um für die Organisation hochentwickelte Fluchtautos zu konstruieren. Carmens Team reist ebenfalls nach Dubai und will den Plan vereiteln. Auf einer Gala auf Palm Jumeirah treffen Ivy und Zack auf Trey Sterling und seinen Vater Sterling, der im Gegensatz zu seinem Sohn freundlich zu den beiden ist. Zack kann sich während der Mission nicht konzentrieren, da ihn Poster von Trey an seine Niederlage im Autorennen erinnern, weswegen er so sehr in Rage gerät, dass er mit seiner Schwester das Elektroauto, welches Trey gehört, unbedacht stiehlt, weswegen die beiden verhaftet werden. Allerdings begleicht Sterling ihre Kaution und bietet ihnen an, für ihn zu arbeiten, da er von ihren Fähigkeiten beeindruckt ist, während Carmen verärgert reagiert, weil die beiden die Mission gefährdet haben. Am nächsten Tag finden Ivy und Zack Trey gefesselt vor, es stellt sich heraus, dass Treys Freundin die Fahrerin ist, eine V.I.L.E.-Agentin. Sie verfolgen sie durch ganz Dubai, als die Mechanikerin und die Fahrerin mittels Prallluftschiff fliehen wollen, gelingt es den Geschwistern, sie zu stellen und das Auto an sich zu nehmen. Carmen bedankt sich bei den beiden, indem sie ihnen ein altes Lagerhaus schenkt, das die beiden bewohnen können. Während Ivy und Zack ihr neues Zuhause umgestalten, machen sich Carmen und Shadowsan auf Players Anweisung hin auf den Weg nach Moskau. |           |                                              |                                     |                        |                   |
| 16 | 7         | Operation: Crackle in Neuseeland             | The Crackle Goes Kiwi Caper         | Jos Humphrey           | Steven Melching   |
| In Moskau treffen Carmen und Shadowsan im Kreml auf den V.I.L.E.-Agenten Neal the Eel, der aber vor ihnen fliehen kann. Player findet heraus, dass Neal Baupläne für den Stolperdraht, einer Elektroimpuls-Waffe, entwendet hat, die wahrscheinlich von Bellum konstruiert werden wird. Shadowsan vermutet, dass sich Bellums Labor in Neuseeland befinden muss, da Neal von dort stammt. Player legt den beiden nahe, einen Elektriker für die Mission zu rekrutieren, damit sich dieser in das Stromnetz des Labors und somit auch in das Gerät hackt. Player schlägt Graham vor, was Carmen widerstrebt, da sie ihn beschützen will, sie fügt sich aber schließlich. Sie begibt sich nach Sydney und sagt ihm, ihn für eine Wohltätigkeits-Oper zu benötigen. Die beiden fliegen nach Auckland, während Shadowsan im Hauptquartier in San Diego bleibt, da Grahams Erinnerungen an seine Zeit bei V.I.L.E. gelöscht wurden und diese nicht zurückkehren sollen. In Bellums Labor löscht Carmen mit Players Hilfe alle Stolperdraht-Daten, droht aber, von Neal entdeckt zu werden. Sie schickt Graham heimlich aufs Labor-Dach, kurz darauf sieht Neal sie, worauf Bellum Carmen nahelegt, aufzugeben, da sie sonst Auckland mit dem immer noch funktionsfähigen Stolperdraht zerstören wird. Auf dem Dach sieht Graham den Stolperdraht und erinnert sich, wenn auch nur unterbewusst, an sein Training bei V.I.L.E., weswegen es ihm gelingt, das Gerät zu manipulieren, woraufhin Bellum es versehentlich zerstört. Carmen trinkt schließlich mit Graham einen Kaffee, wie sie es ihm schon in der ersten Staffel versprochen hatte, und ist zuversichtlich, dass V.I.L.E. von seiner Beteiligung nichts mitbekommen hat. Unterdessen wird A.C.M.E. auf Graham aufmerksam und glaubt, dass er für sie nützlich sein könnte.                                 |           |                                              |                                     |                        |                   |
| 17 | 8         | Operation: Stockholm-Syndrom                 | The Stockholm Syndrome Caper        | Kenny Park & Mark West | Benjamin Townsend |
| Da sich mittlerweile nur noch vier Mitglieder im V.I.L.E.-Rat befinden, können sie sich nicht darauf einigen, ob sie auf Vile Island bleiben oder sie verlassen sollen. Sie erreichen schließlich einen Kompromiss: Sie werden gehen, wenn die aktuellen Schüler ihren Abschluss gemacht haben. Diese werden vom Rat dazu ermutigt, Jagd auf Carmen zu machen. Unterdessen kleidet sich Ivy auf einer Mission in Stockholm wie Carmen, um so A.C.M.E.-Agenten zu täuschen. Julia bittet Chief, Carmen für die Organisation rekrutieren zu dürfen, was diese genehmigt. Julia trifft sich mit Carmen, die ihr gerade erzählen will, dass V.I.L.E. die Codes für die Kernwaffen der Vereinigten Staaten entwendet hat. Als aber Zari bemerkt, dass es sich bei Ivy gar nicht um Carmen handelt, widerruft Chief Julias Vorhaben, worauf A.C.M.E.-Agenten Carmen umzingeln. Sie kann knapp entkommen, atmet aber Betäubungs-Gas ein, weswegen sie beim Davongleiten eine Bruchlandung in einem Wald erleidet und sich verletzt. Während Julia ob Chiefs Vorgehen aufgebracht ist, wird Ivy von den V.I.L.E.-Agenten Otter und Moose gefangen genommen, die sie für Carmen halten. Player schickt Zack los, um nach seiner Schwester zu suchen. Diese kann sich befreien und nimmt auch gleich die gestohlenen Gold Codes an sich, um Carmens Mission zu beenden. Sie wird kurz darauf mit ihrem Bruder vereint, während die verletzte Carmen mit Julias Stift-Telefon, das sie entwendet hatte, Chief um Hilfe bittet. Daraufhin erscheinen A.C.M.E.-Agenten, die Carmen zu ihrem restlichen Team bringen. |           |                                              |                                     |                        |                   |
| 18 | 9         | Operation: Afrikanische Diamanten            | The African Ice Caper               | Jos Humphrey           | Steven Melching   |
| Carmen wird von Zack und Ivy in ein Krankenhaus gebracht, wo ihre Verletzungen behandelt werden. Anschließend erholt sich Carmen in ihrem Hauptquartier, während Shadowsan an ihrer Stelle Missionen erfüllt. Währenddessen analysiert Chase, der sich bei seiner Arbeit bei Interpol immer noch langweilt, Carmens gesamte Operationen und bemerkt eine Besonderheit: Für eine Mission auf einer Kanarischen Insel sind keinerlei Daten vorhanden. Unterdessen macht sich Carmen, obwohl sie noch nicht vollständig genesen ist, auf den Weg nach Botswana, da laut Player V.I.L.E. dort eine illegale Diamantenmine betreibt. Der MI6-Doppelagent Roundabout informiert Maelstrom, dass sich Shadowsan in Botswana befindet, weswegen die Organisation mehrere Mitglieder dorthin schickt und Roundabout schließlich Shadowsans Platz im Rat erhält. Als Carmens Team an der Mine ankommt und das Ausmaß dieser bemerkt, wird Carmen von Tigress angegriffen, die sie bedrängt, bis sie von Ivy und Zack überwältigt wird. Carmen ruft Chief an und bittet sie um Hilfe. Shadowsan wird deswegen hellhörig und bittet Player, ihm ein Foto von Chief zu schicken, als er es sieht, reagiert er erschrocken, da er sie zu kennen scheint. A.C.M.E-Agenten erscheinen kurz darauf und stürmen die Mine, wobei sie fast von einer Falle getötet werden. V.I.L.E. realisiert dadurch, dass Carmen mit der Organisation kooperiert. Später fährt Carmen mit dem Zug Richtung Flughafen und bittet Chief um Verzeihung, da die Mission nicht reibungslos verlief. Danach wird sie von Brunt, Vlad und Boris gefangen genommen. Als Carmen zu sich kommt, sagt ihr Brunt, dass Shadowsan ihren Vater in der Nacht getötet hat, in der er sie als Baby fand. Brunt verlässt den Raum und lässt die völlig aufgelöste Carmen allein zurück.                              |           |                                              |                                     |                        |                   |
| 19 | 10        | Operation: Tieftauchgang                     | The Deep Dive Caper                 | Kenny Park & Mark West | Duane Capizzi     |
| Carmen begibt sich zu der inzwischen zerstörten Vile Island. Sie will dort die Haupt-Datenbank hacken und so an Informationen über ihren Vater gelangen. Kurz nachdem Carmen gegangen ist, sitzt Chase auf der verlassenen Insel fest, auf der er nach ihr suchen wollte. Er legt deswegen ein Feuer, um sich bemerkbar zu machen, und wird auch gerettet, allerdings wurde er in der Zwischenzeit von Interpol entlassen. Unterdessen findet Carmen heraus, dass ihr Vater Dexter Wolfe hieß, Mitglied des V.I.L.E.-Rates und Shadowsans Vorgänger war. Als Carmen diesen wutentbrannt zur Rede stellt, gesteht er ihr unter Tränen, dass Dexter als Lehrer oft abwesend war, dafür aber nicht geahndet wurde, da er immer zufriedenstellende Ergebnisse geliefert hat. Als V.I.L.E. aber herausfand, dass er die Organisation verlassen wollte, wurde Shadowsan losgeschickt, um ihn zu ermorden. Shadowsan wollte ihn töten, zögerte aber, weil Dexter eine Frau und ein Baby hatte. In derselben Nacht wurde sein Haus von Interpol-Agenten gestürmt und Dexter versehentlich von Chief erschossen, die mit richtigen Namen Tamara Frasier heißt und damals eine junge Interpol-Agentin war. Shadowsan setzte das Haus in Brand und nahm Carmen und ihre Matrjoschkas mit auf die Insel. Der Rat von V.I.L.E. beschloss, Carmen auf der Insel großzuziehen und ihre wahre Herkunft geheim zu halten. Kurz darauf schickt Carmen eine V.I.L.E.-Diskette an Chief, mit der sich Player bei A.C.M.E. einhackt und sich Shadowsans Schilderungen bestätigen. Es stellt sich auch heraus, dass Carmens Mutter Vera Cruz ihren Tod nur vorgetäuscht hat und untergetaucht ist. Am Ende der Staffel ist Chief über den Hackerangriff so erbost, dass sie Chase erneut rekrutiert und ihn damit beauftragt, Carmen zu verhaften, worüber dieser mehr als erfreut ist. |           |                                              |                                     |                        |                   |
| Am 1. Oktober 2019 wurden alle Folgen der Staffel gleichzeitig bei Netflix veröffentlicht. |           |                                              |                                     |                        |                   |

### Interaktive Episode
| Nr. | Deutscher Titel                              | Originaltitel                             | Regie                                 | Drehbuch                                                                                  |
| --- | -------------------------------------------- | ----------------------------------------- | ------------------------------------- | ----------------------------------------------------------------------------------------- |
| 1 | Carmen Sandiego: Stehlen oder nicht stehlen? | Carmen Sandiego: To Steal or Not To Steal | Jos Humphrey & Kenny Park & Mike West | Greg Ernstrom & Becky Tinker Idee: Duane Capizzi & May Chan & Sam Nisson & Susan O’Connor |
| Bei einer Mission in Shanghai werden Ivy und Zack von V.I.L.E.-Agenten entführt und in den Nördlichen Polarkreis verschleppt. Die Agenten zwingen Carmen, für sie unter der Anleitung von Brunt, Cleo und Bellum Aufträge zu erfüllen. Sollte sie sich weigern, ist das Spiel sofort beendet, da Ivy und Zack einer Gehirnwäsche unterzogen und Mitglieder der Organisation werden. Wenn Carmen einen der drei Aufträge nicht richtig ausführt, indem sie eine Terrakotta-Staute in Xi’an beschädigt, edlen Kaviar in Monaco verfaulen lässt oder ein Dinosaurier-Fossil in Montana nicht beschafft, scheitert die Rettung ihrer Freunde ebenfalls. Man muss allerdings nur die ersten zwei Aufgaben erfolgreich beenden, statt der dritten kann ein Rettungsversuch gestartet werden, wenn die Spieler Tigress bei der ersten Mission in einer prekären Situation geholfen haben und sie ihre Unterstützung anbietet, wodurch Ivy und Zack befreit werden, man kann dies auch ohne ihre Hilfe versuchen, wird dann aber zu spät kommen. Bei der erfolgreichen Rettung behält V.I.L.E. zwar die Statue und den Kaviar, was allerdings trotzdem zum guten Ende führt. Wenn alle Aufträge erfolgreich beendet wurden, man jedoch Agentin Julia bei der zweiten Mission in Monte-Carlo nicht vertraut hat, wird Carmen in eine Falle gelockt und ebenfalls einer Gehirnwäsche unterzogen. Durch Julias Hilfe kann Carmen schließlich mit Ivy und Zack von der Île d’Oléron, wo die beiden zwischenzeitlich gebracht wurden, entkommen und die erbeuteten Gegenstände vor Julias Haustür ablegen. Nach den beiden besten Durchgängen wird eine Bonus-Szene freigeschaltet, in der mehrere Hauptfiguren das Titellied der gleichnamigen ersten Spielshow Where in the World Is Carmen Sandiego? singen. |                                              |                                           |                                       |                                                                                           |
| Am 10. März 2020 wurde die Folge weltweit bei Netflix veröffentlicht. |                                              |                                           |                                       |                                                                                           |

### Staffel 3
| Nr. (ges.) | Nr. (St.) | Deutscher Titel                   | Originaltitel             | Regie        | Drehbuch        |
| --- | --------- | --------------------------------- | ------------------------- | ------------ | --------------- |
| 20 | 1         | Operation: Luchadora-Tango        | The Luchadora Tango Caper | Jos Humphrey | Duane Capizzi   |
| V.I.L.E. eröffnet ein neues Hauptquartier in einem Schloss in Schottland, Roundabout hat inzwischen Shadowsans Platz eingenommen und ist weiterhin Doppelagent. Er findet heraus, dass Carmen, die seit einigen Monaten von der Bildfläche verschwunden ist, in Buenos Aires gesichtet wurde. Dort begibt sie sich zu einem Bankschließfach, das ihrem Vater gehörte und in dem sich ein Medaillon befindet. Dieses enthält ein Foto, auf dem sie als Baby zusammen mit ihrem Vater zu sehen ist. Danach begegnet sie Spin Kick und Fly Trap, die vor kurzem ihren V.I.L.E.-Abschluss gemacht haben. Nachdem sie sie besiegt hat, folgt Carmen einem auf dem Foto erhaltenen Hinweis und geht nach Veracruz, wo sich ihre Mutter Carlotta Valdez befinden soll. Sie freundet sich während ihrer Recherchen mit einer luchadora selben Namens an, die den Kampfnamen Lupe Peligro trägt und Carmens Team zu einem Wrestling-Kampf einlädt. Dort taucht Brunt auf, die sich eine Maske aufsetzt und Carmen entführen will, um sie wieder zu V.I.L.E. zu bringen. Allerdings gelingt es Carmen und Lupe, sie in die Flucht zu schlagen, was von Julia und Chase, der wieder für A.C.M.E. arbeitet, beobachtet wird. |           |                                   |                           |              |                 |
| 21 | 2         | Operation: Tag der Toten          | The Day of the Dead Caper | Mike West    | Sharon Flynn    |
| Während in Mexiko-Stadt der Tag der Toten gefeiert wird, erwischt Carmen die junge Sonia beim Diebstahl von wertvollen Kunstgegenständen. Carmen findet heraus, dass Sonia von Marta Contreras rekrutiert wurde, eine von Cleos Kontaktpersonen in Mexiko. Carmen kann Sonia davon überzeugen, ihre Fähigkeiten dafür zu nutzen, anderen zu helfen, weswegen sich diese auf den Weg macht, die Kunstgegenstände, die sie für V.I.L.E. gestohlen hat, ihren rechtmäßigen Besitzern zurückzugeben. Währenddessen feiert V.I.L.E. in Schottland Halloween, wovon der sonst eher ernste und humorlose Maelstrom begeistert ist, während Shadowsan Spin Kick und Fly Trap auf eine falsche Fährte in den Süden Afrikas lockt, damit sie Carmen nicht weiter verfolgen können, allerdings bemerken sie die List irgendwann und kehren nach Mexiko zurück, allerdings ist Carmens Team zu diesem Zeitpunkt von dort bereits weitergereist. Julia beschließt unterdessen, A.C.M.E. zu verlassen und stattdessen für eine Universität zu arbeiten, weil sie Chiefs Misstrauen gegenüber Carmen leid ist. |           |                                   |                           |              |                 |
| 22 | 3         | Operation: Spuk am Bayou          | The Haunted Bayou Caper   | Jos Humphrey | Kathryn Lyn     |
| In New Orleans verfolgt Carmens Team einen für V.I.L.E. arbeitenden Fälscher, der sich mit Tigress trifft. Ersterer hat falsche Eintrittskarten für eine Benefiz-Kostüm-Gala hergestellt, die ein berühmter Koch in seiner unheimlich anmutenden Villa abhalten will. V.I.L.E. schickt Tigress, Paper Star, Boris und Vlad los, um die Einnahmen zu stehlen, wofür sie eine App des Agenten Troll verwenden wollen, die per Iris-Erkennung funktioniert. Carmens Team geht verkleidet zum Kostümfest, während Chase sie verfolgt, der aber ohne Julias Unterstützung Probleme hat, Schritt zu halten und seine von A.C.M.E. zur Verfügung gestellte Ausrüstung richtig zu verwenden, weswegen er seine Mission nicht beenden kann. Zack und Ivy schaffen es, den Koch bis zum Ende des Fests abzulenken, damit die V.I.L.E.- Agenten nicht an dessen Iris kommen, während Carmen Paper Star aufhält, die ein handgeschriebenes Familienrezept des Kochs für ein Langusten-Gewürz stehlen wollte. |           |                                   |                           |              |                 |
| 23 | 4         | Operation: Carnevale              | The Masks of Venice Caper | Mike West    | Steven Melching |
| V.I.L.E. plant, höchst wertvolle Masken aus einem Museum in Venedig zu entwenden. Shadowsans Bruder Hideo befindet sich ebenfalls dort, da er dem Museum japanische Artefakte als Leihgabe hinterlässt. Chief macht Zari zu Chases neuer Partnerin, weil sie zunehmend frustriert ist, da es ihm immer noch nicht gelungen ist, Carmen oder einen V.I.L.E-Agenten festzunehmen. Chase und Zari informieren das Museum über den geplanten Diebstahl, für den sie Carmen verantwortlich machen. Im Museum kämpft Carmens Team gegen Mime Bomb und Neal, die die Masken stehlen sollen, als Shadowsan auf Hideo trifft, erklärt er ihm, dass er seine Artefakte nur vor den richtigen Dieben verstecken will. Nachdem Carmen während einer Boot-Verfolgungsjagd die V.I.L.E-Agenten mit falschen Masken entkommen lässt, wird sie von Chase gestellt. Zu seiner Verblüffung überreicht sie ihm die echten Masken, weswegen er schließlich einsieht, dass Julia im Bezug auf Carmen Recht hatte. Shadowsan verträgt sich nach vielen Jahren mit seinem Bruder, der ihm anbietet, nach dem Ende seiner Mission gegen V.I.L.E. nach Japan zurückzukehren. Neal und Mime Bomb stellen fest, dass sie gefälschte Masken haben, als Mime Bomb Neal vor der Polizei am Ufer warnen will, versteht dieser ihn falsch und springt ins Wasser, worauf er verhaftet wird. Im V.I.L.E.-Hauptquartier verkündet Roundabout, dass Neal bald freikommen wird, zudem will er Carmen in eine Falle locken. |           |                                   |                           |              |                 |
| 24 | 5         | Operation: Fabelhafte Vorstellung | The Jolly Good Show Caper | Jos Humphrey | Greg Ernstrom   |
| In London brechen Carmen und ihr Team im Tower ein, um V.I.L.E. beim Diebstahl der Kronjuwelen aufzuhalten. Roundabout und Troll bringen Carmen dazu, die Kronjuwelen selbst zu stehlen, weswegen sie von der Polizei verhaftet wird, während Roundabout die Edwardskrone durch ein Duplikat ersetzt und das Original am Big Ben an Le Chevre übergibt. Kurz darauf steht Roundabout Shadowsan gegenüber, dem er auf das Dach folgt, wo die Polizei per Hubschrauber eintrifft und Roundabout auffordert, sich zu ergeben. Während Shadowsan flieht, erklärt er den Plan des Teams: Player hat den Troll überlistet und Aufnahmen des Diebstahls an die Polizei weitergeleitet. Währenddessen haben Ivy und Zack Carmen als Polizisten verkleidet in Sicherheit gebracht, wodurch sie Le Chevre die Krone abgenommen, sie in Roundabouts Büro beim MI6 platziert und ihn somit als Verbrecher enttarnt hat. Auf dem Big Ben lässt sich dieser verhaften, wird aber von Boris und Vlad befreit. Am Ende der Staffel beschließt Chief, Carmen und V.I.L.E. mit Grahams Hilfe dingfest zu machen. |           |                                   |                           |              |                 |
| Am 1. Oktober 2020 wurden alle Folgen der Staffel gleichzeitig bei Netflix veröffentlicht. |           |                                   |                           |              |                 |

### Staffel 4
| Nr. (ges.) | Nr. (St.) | Deutscher Titel                          | Originaltitel                 | Regie        | Drehbuch                                        |
| --- | --------- | ---------------------------------------- | ----------------------------- | ------------ | ----------------------------------------------- |
| 25 | 1         | Operation: Gold aus der Verbotenen Stadt | The Beijing Bullion Caper     | Mike West    | Becky Tinker                                    |
| Graham ist in Reykjavík Teil einer reisenden Opern-Truppe, als er von A.C.M.E.-Agenten zum Verhör abgeholt wird. Unterdessen soll in Schottland das Gedächtnis von Roundabout und Neal gelöscht und die beiden wegen ihres Scheiterns von V.I.L.E.-entlassen werden, allerdings ist Bellums Maschine zum Gedankenlöschen wegen des nasskalten Klimas defekt, weswegen die beiden noch eine Chance erhalten. Sie wollen Huang Li entführen, der in Chinas größter Bank für die Goldbarren verantwortlich ist. Ihr erster Versuch in der Verbotenen Stadt wird von Carmens Team vereitelt, weswegen Neal und Roundabout einige Tage darauf in die Peking-Oper gehen, wo Li mit seiner Tochter Xifeng auftreten soll. Lady Dokuso hilft den beiden, indem sie Li entführt, während Mime Bomb sich als er ausgibt. Allerdings bemerken Carmen und Xifeng sofort die Täuschung, weswegen Player das Verkehrsnetz von Peking kapert, damit der zur Bank fahrende Neal kurzzeitig festsitzt. Dies gibt Zack, der Lis Kostüm trägt, genug Zeit, den Entführten zu befreien und seinen Platz einzunehmen. Als Neal an der Bank ankommt, flieht Zack, Xifeng überwältigt Mime Bomb und schafft es rechtzeitig, mit ihrem Vater aufzutreten. Unterdessen kämpfen Shadowsan und Lady Dokuso auf dem Dach der Opfer, wobei er stürzt und sich ein Bein bricht. Weil er seinen Auftrag nicht erfolgreich ausgeführt hat, wird Roundabout von V.I.L.E. inhaftiert, während Neal fliehen kann. Im A.C.M.E.-Hauptquartier verhört Chief Graham, der sich aber an nichts erinnern kann und nur Gutes über Carmen berichtet. Chief will ihn gehen lassen, als Chase ihr Büro betritt und sich wegen ihrer Begegnung im Zug in Paris an Graham erinnert, weswegen Chief Chase beauftragt, ihn zu befragen. |           |                                          |                               |              |                                                 |
| 26 | 2         | Operation: Große, böse Ivy               | The Big Bad Ivy Caper         | Jos Humphrey | Kathryn Lyn                                     |
| Bellum will Roboter für V.I.L.E.-Einsätze bauen, hadert aber noch mit den Feinheiten. Cleo schickt Dash Haber nach Bayern, damit er gemeinsam mit Madam Goldlove von dort aus Gold schmuggelt. Carmen und Ivy müssen allein hinreisen, weil Zack beim verletzten Shadowsan im Hauptquartier bleibt, auch Player kann ihnen nicht helfen, weil er seiner Eltern wegen nun eine öffentliche Schule besuchen muss. In Bayern gibt sich Ivy Haber gegenüber als Goldlove aus, während Carmen die echte Goldlove ablenkt, indem sie sich selbst als Haber ausgibt. Ivy und Haber gehen zur Fabrik, in der sich das Gold befindet. V.I.L.E. will es zu Gartenzwergen umschmelzen und mit Schokolade verzieren, um es als Süßigkeit getarnt aus dem Land zu bringen. Carmen schleicht sich ebenfalls in die Fabrik, wird aber von Goldlove überwältigt, wodurch Ivys Tarnung auffliegt. Carmen und Ivy kämpfen mit Haber und Goldlove, die bei der Ankunft der Polizei fliehen. Währenddessen wird Graham immer noch von Chief und Chase verhört, der aber immer noch nichts weiß. Deswegen wird ein experimentelles Gerät benutzt, das seine verloren gegangenen Erinnerungen wiederherstellen soll. Graham weiß schließlich kurz wieder von seiner früheren Tätigkeit bei V.I.L.E., weswegen er als Crackle dort anruft und um Hilfe bittet. Die Agenten wundern sich zwar, wie er sein Gedächtnis wieder erlangen konnte, antworten aber trotzdem auf seinen Anruf. |           |                                          |                               |              |                                                 |
| 27 | 3         | Operation: Robo                          | The Robo Caper                | Mike West    | Carly Denure                                    |
| Bellum schickt ihren fertig konstruierten Roboter Roby auf eine Mission nach Singapur, um dort eine Goldkrone aus einem Wissenschafts-Museum zu entwenden. Carmen und Ivy haben ohne Players Hilfe keine Chance, Roby aufzuhalten, allerdings überfährt Ivy ihn, wodurch er einen Arm verliert, den die beiden mitnehmen, um ihn in Carmens Hauptquartier zu analysieren. Unterdessen leidet Graham aufgrund seiner verschwommenen Erinnerungen unter einem Dämmerzustand, weswegen ihn Maelstrom am Telefon anweist, auf einen V.I.L.E.-Agenten zu warten, der ihn abholt, allerdings wird er vorher festgenommen, da er seinen Erinnerungen folgend einen Diebstahl begeht. Carmen, Zack und Ivy machen sich daraufhin auf den Weg nach Reykjavík, wo sie erneut auf Chase treffen, der Graham zu Chief bringen soll. Obwohl er Carmen versichert, nun auf ihrer Seite zu stehen, sperrt sie ihn in einem Verhörraum auf der Polizeiwache ein, allerdings kommen Boris, Vlad und Roby Carmen zuvor, die Graham nach Schottland bringen. Unterdessen hat Shadowsan, der im Hauptquartier zurückgeblieben ist, mit dem Roboter-Arm zu kämpfen, der sich von selbst wieder aktiviert hat, während Bellum Roby zu reparieren versucht. |           |                                          |                               |              |                                                 |
| 28 | 4         | Operation: Rettung im Himalaya           | The Himalayan Rescue Caper    | Jos Humphrey | Greg Ernstrom                                   |
| Nachdem Chase von Chief heftig kritisiert wird, sucht er Julia auf, die als Geschichts-Dozentin in Oxford arbeitet. Er bittet sie um Hilfe, da er Carmen verstehen will, sie weist ihn aber ab, da sie keine Zeit habe. Graham befindet sich derweil in Bellums Labor im Himalaya, wo Maelstrom sein Gedächtnis vollständig wiederherstellen will. Graham erinnert sich schließlich wieder und beschließt, erneut für V.I.L.E. als Agent zu arbeiten. Carmen findet das Labor, braucht allerdings Players Hilfe. Deswegen geben sich Zack und Ivy in seiner Schule als Kammerjäger aus, weswegen das Gebäude evakuiert wird und Player Carmen unterstützen kann. Im Labor trifft sie auf eine Roboter-Armee und Graham, der zögert, gegen sie zu kämpfen, da er sie nicht verletzen will und sie bittet, nicht mehr gegen V.I.L.E. zu kämpfen. Carmen lehnt sein Angebot ab und verursacht stattdessen eine Explosion, durch die die Roboter und der Großteil des Labors zerstört werden. Anschließend nimmt sie die Goldkrone an sich und stößt Roby eine Klippe hinunter. Danach trifft sie zum ersten Mal persönlich auf Player, der nicht mehr auf die Schule gehen wird, da seine Eltern wegen der Evakuierung Angst um ihn haben. Am Ende der Folge findet ein Archäologen-Team in einer Höhle in Nevşehir Gestein mit einem V-Symbol. |           |                                          |                               |              |                                                 |
| 29 | 5         | Operation: V.I.L.E.s Geschichte          | The V.I.L.E. History Caper    | Mike West    | Greg Ernstrom & Kathryn Lyn Idee: Greg Ernstrom |
| Es stellt sich heraus, dass das V-Symbol für die bisher geheim gehaltene, frühe Geschichte von V.I.L.E. steht. Fünf der Gründer benutzten das V-Gestein als Markenzeichen, als die Organisation wuchs, versteckten sie es und platzierten schließlich für ihre nachfolgenden Generationen zwei weitere Hinweise an Orten, die zu Schätzen führen. Carmen macht sich deswegen auf den Weg in die Höhle, allerdings kommen ihr El Topo und Le Chevre zuvor. Sie verfolgt die beiden auf einen Heißluftballon, obwohl Carmen ihnen das Gestein abnimmt, machen sie davor ein Foto davon und senden es an Maelstrom. Dieser findet heraus, dass es ein Hinweis auf die Grabstätte eines V.I.L.E-Gründers in Spitzbergen ist. Carmen bittet Julia in Oxford um Hilfe, ihre Analyse führt das Team zu einem Wikinger-Schiff nach Longyearbyen, das in einer Eishöhle versteckt ist. Die Gruppe wird aufgrund herunterfallender Eisbrocken voneinander getrennt, Zack und Ivy gelangen zum Schiff und finden dort eine Augenklappe, den zweiten Hinweis auf einen Schatz. Unterdessen treffen Maelstrom und Brunt ein, während Maelstrom die Augenklappe an sich nimmt und vom Team verfolgt wird, kämpft Shadowsan gegen Brunt. Dadurch wird die Höhle zerstört, wobei Brunt und Shadowsan entkommen können. Brunt wird schließlich von Maelstrom gefunden, der sie mitnimmt, während Carmens Team mit der Augenklappe, die es wiedererlangen konnte, erneut zu Julia geht. |           |                                          |                               |              |                                                 |
| 30 | 6         | Operation: Hieroglyphen-Entzifferung     | The Egyptian Decryption Caper | Jos Humphrey | Carly Denure, Nicole Belisle & Sharon Flynn     |
| Nachdem Carmen auch auf den letzten Hinweis in Indien gestoßen ist, finden Bellum und Cleo heraus, dass Julia ihr bei den Missionen geholfen hat. Zusammen mit Tigress sowie Boris und Vlad entführt Cleo sie und bringt sie nach Ägypten, wo sie eine Schatzkammer in der Cheops-Pyramide finden soll. Carmen ruft Chase an, der in Oxford auf Julia wartet und sich sofort nach Ägypten begibt. Nachdem Carmens Team den Schatz an sich genommen hat, benachrichtigt Chase Chief, damit der Schatz wieder in die Pyramide gebracht werden kann. Cleo kann sich einer Festnahme entziehen und schwört gegenüber ihren V.I.L.E.-Kollegen wutentbrannt auf Rache. Unterdessen recherchiert Chief über Carmens Aufenthalt in der argentinischen Bank und findet die Verbindung zwischen ihr und Dexter Wolfe. Sie weiß nun, dass Carmen sie die ganze Zeit im Kampf gegen V.I.L.E. unterstützt hat, und bringt Julia dazu, einen verschlüsselten Blog-Eintrag für Player zu hinterlassen. Einige Zeit darauf trifft sich Carmen mit Chief in einem Café in Seattle und zeigt ihr das Babyfoto, wodurch sich ihre Verwandtschaft zu Dexter Wolfe bestätigt. Sie bietet Chief an, ihr sämtliche Informationen über V.I.L.E. zu hinterlassen, wenn sie im Gegenzug Carmens Mutter findet. Kurz darauf wird Carmen in einem Park von Boris und Vlad entführt, die sie nach Schottland bringen. |           |                                          |                               |              |                                                 |
| 31 | 7         | Operation: Wiener Walzer                 | The Viennese Waltz Caper      | Mike West    | Sharon Flynn & Duane Capizzi                    |
| Drei Wochen nach Carmens Entführung ist der neue Aufenthaltsort von V.I.L.E., die Schottland verlassen haben, immer noch unbekannt. Julia wird erneut Mitglied bei A.C.M.E. und soll im Auftrag von Chief Carmens Mutter suchen, während Player einen Hinweis auf eine neue V.I.L.E.-Mission ausfindig macht. Shadowsan fliegt deswegen zusammen mit Ivy und Zack nach Wien, da sie hoffen, während der Mission Carmen retten zu können. Diese wurde einer Gehirnwäsche unterzogen und arbeitet mit ihren ehemaligen Klassenkameraden zusammen, um V.I.L.E.s finanzielle Situation wieder zu verbessern. Als Carmens ehemaliges Team auf sie trifft, überlegen sie, wie sie die Gehirnwäsche rückgängig machen können, während A.C.M.E. beschließt, Carmen auszuschalten. Nach sechs Monaten, in denen sie sehr erfolgreiche Missionen durchgeführt hat, wird Carmen zum Schloss gebracht, wo die restlichen Mitglieder sie im V.I.L.E.-Rat aufnehmen. Dort wird ihr erzählt, dass ihr Vater früher denselben Platz einnahm, bis er von Shadowsan getötet wurde, weswegen Carmen einen Hass auf diesen entwickelt. |           |                                          |                               |              |                                                 |
| 32 | 8         | Operation: Köder                         | The Dark Red Caper            | Jos Humphrey | Duane Capizzi                                   |
| Während Carmen V.I.L.E. als ihre neue Familie bezeichnet, finden Chief und Julia ihre Mutter. Sie führt ein Waisenhaus, das sie ursprünglich in der Hoffnung eröffnete, ihre Tochter wieder zu sehen. Während A.C.M.E. die Einrichtung überwacht, bricht Shadowsan ein und stiehlt einige Fotos von Dexter Wolfe sowie die letzte Matrjoschka, die noch aus Carmens Kindheits-Sammlung fehlt. Graham hat unterdessen einen Sinneswandel und wendet sich an A.C.M.E., damit sie die Gehirnwäsche rückgängig machen. Zusammen bringen sie V.I.L.E. dazu, Carmen den marokkanischen Diamanten holen zu lassen, den sie V.I.L.E. bei ihrer ersten Mission in Poitiers entwendete. Während Carmens Kampf mit Chase, Julia, Graham und Shadowsan wird Carmen von einem A.C.M.E.-Gerät getroffen, das ihre Erinnerungen wiederherstellt, die wiederkommen, als Shadowsan ihr die Matrjoschka zeigt. Carmen verrät Chief den Aufenthaltsort von V.I.L.E., worauf Brunt, Bellum, Cleo, Roundabout, Maelstrom, Tigress und Mime Bomb verhaftet werden, kurze Zeit später aber ausbrechen können und unauffindbar sind. El Topo und Le Chevre kehren dem Verbrechen den Rücken und eröffnen zusammen stattdessen einen Foodtruck. Shadowsan geht zurück zu seinem Bruder in Japan, Carmen trifft zum ersten Mal auf ihre Mutter und Graham, der während des Kampfs verletzt wurde, wird nach seiner Genesung von A.C.M.E. zum Dank für seine Kooperation gehen gelassen. Nach zwei Jahren arbeiten Zack und Ivy nun zusammen mit Chase und Julia bei A.C.M.E. Bei einer Mission in einem Museum finden sie die gefesselte Paper Star und erblicken erfreut Carmen auf dem Dach. Diese macht sich nun allein auf den Weg zu neuen Abenteuern.                                                      |           |                                          |                               |              |                                                 |
| Am 15. Januar 2021 wurden alle Folgen der Staffel gleichzeitig bei Netflix veröffentlicht. |           |                                          |                               |              |                                                 |

## Auszeichnungen und Nominierungen (Auswahl)
Primetime-Emmy-Verleihung 2019
- Auszeichnung in der Kategorie Beste Einzel-Leistung im Bereich Animation, für Elaine Lee (Episode The Chasing Paper Caper)
- Nominierung in der Kategorie Bestes Kinder-Programm

Annie Award 2020
- Auszeichnung in der Kategorie Bestes Charakter-Design einer Zeichentrick-Fernsehserie, für Keiko Murayama (Episode The Chasing Paper Caper)
- Auszeichnung in der Kategorie Bestes Storyboard einer Zeichentrick-Serie, für Kenny Park (Episode Becoming Carmen Sandiego Part 1)
- Nominierung in der Kategorie Beste Musik einer Zeichentrick-Fernsehserie, für Jared Lee Gosselin, Steve D’Angelo und Lorenzo Castelli (Episode The Chasing Paper Caper)
- Nominierung in der Kategorie Bestes Szenenbild einer Zeichentrick-Fernsehserie, für Eastwood Wong, Sylvia Liu, Elaine Lee, Linda Fong und Emily Paik (Episode Becoming Carmen Sandiego Part 1)

Daytime-Emmy-Verleihung 2020
- Auszeichnung in der Kategorie Beste Einzel-Leistung im Bereich Animation, für Wei Li (Storyboard) und Sylvia Liu (Artdirector)
- Nominierung in der Kategorie Bester Tonschnitt einer Zeichentrick-Serie, für Jason Fredrickson, Todd Araki, Kirk Furniss, Eric Lewis, Terry Reiff, Christine Church und Adam McGhie
- Nominierung in der Kategorie Beste Regie einer Zeichentrick-Serie, für Jos Humphrey, Kenny Park, Mike West, Flávia Guttler und Jamie Simone
- Nominierung in der Kategorie Beste Spezial-Zeichentrickserie, für Caroline Fraser, C.J. Kettler, Kirsten Newlands, Anne Loi, Duane Capizzi und Brian Hulme
- Nominierung in der Kategorie Bestes Casting einer Zeichentrick-Serie oder eines Zeichentrick-Fernsehfilms, für Jamie Simone und Sierra Leoni

Leo Award 2020
- Nominierung in der Kategorie Beste Regie einer Zeichentrick-Serie, für Jos Humphrey und Kenny Park (Episode The Daisho Caper)

Producers Guild of America Award 2020
- Nominierung in der Kategorie Bestes Kinder-Programm